# Вулиця Аґрусова (Львів)
Ву́лиця А́ґрусова — вулиця у Залізничному районі міста Львова, у межах колишнього селища Кам'янка. Сполучає вулиці Шевченка та Бузинову.
Вулиця отримала назву у 1958 році. Забудована приватними будинками 1930-х—2000-х років.